# Artur Piwtschenko
Artur Witalijowytsch Piwtschenko (ukrainisch Артур Віталійович Півченко, * 1. Oktober 1991) ist ein ukrainischer Billardspieler aus Lwiw, der in der Billardvariante Russisches Billard antritt.
Er wurde 2016 Vizeweltmeister in der Disziplin Freie Pyramide.

## Karriere
Artur Piwtschenko begann im Alter von zehn Jahren mit dem Billardspielen. Nachdem er 2006 und 2007 jeweils im Viertelfinale ausgeschieden war, gewann er 2008 seine einzige Medaille bei der Junioreneuropameisterschaft, als er sich im Halbfinale knapp dem späteren Turniersieger Sergei Pletnew (6:7) geschlagen geben musste. Im selben Jahr bildete er gemeinsam mit Schanna Schmattschenko und Jaroslaw Tarnowezkyj die ukrainische Mannschaft, die bei der Team-WM Bronze gewann.
Im Jahr 2010 nahm Piwtschenko am Europacup teil. Gleich beim ersten Turnier gelangte er bis ins Viertelfinale, bei den drei folgenden Europacupturnieren schied er jedoch frühzeitig aus. Im Oktober erreichte er beim Kremlin Cup das Achtelfinale. Wenige Tage später spielte er in Willingen zum ersten Mal bei einer Weltmeisterschaft. Er gewann seine ersten fünf WM-Spiele, unter anderem gegen Andrei Freise, Däuren Urynbajew und Oleh Matschtakow, und musste sich erst im Viertelfinale dem Kasachen Älibek Omarow mit 5:6 geschlagen geben. Bei der Europameisterschaft schied er im Viertelfinale gegen den späteren Europameister Andrei Freise (1:6) aus. Ende des Jahres gewann er durch einen 7:4-Sieg im Endspiel gegen seinen Landsmann Kostjantyn Kulyk das Finalturnier des Europacups.
Im Juli 2011 erreichte Piwtschenko beim zweiten Turnier der Prince Open das Halbfinale, in dem er mit 4:5 gegen Anton Netessow verlor. Wenig später gewann er im Finale gegen Waleri Karakai den Ostrowski-Pokal (6:2). Im August besiegte er im Finale des ukrainischen Unabhängigkeitspokals Jaroslaw Tarnowezkyj (7:3). Kurz darauf gewann er die offene Meisterschaft der FBSU im Endspiel gegen Oleksandr Bojko (6:2). Im Oktober gelangte er bei der Freie-Pyramide-WM in Kiew erneut ins Viertelfinale, in dem er gegen seinen Landsmann Jaroslaw Wynokur zwar zwischenzeitlich mit 3:0 und 5:3 geführt hatte, sich dem späteren Weltmeister aber schließlich mit 5:6 geschlagen geben musste. Beim Jewgeni-Samodurow-Pokal 2011 in Jekaterinburg wurde er Dritter. Ende des Jahres gewann er durch einen 2:0-Endspielsieg gegen Kostjantyn Kulyk das Finalturnier des ukrainischen Pokals.
Anfang 2012 gewann Piwtschenko im Finale gegen İslam Fərhadov (6:4) das Millionenturnier in Kirow. Nachdem er beim Stepanow-Pokal Dritter geworden war und sich im ukrainischen Pokal gegen Jewhen Talow (5:0) seinen ersten Turniersieg gesichert hatte, gewann er im April den Sporthall Cup in Perm, bei dem er sich im Endspiel mit 10:7 gegen Jewgeni Nasarenko durchsetzte. Mit einem frühen Ausscheiden endeten hingegen wenig später der Robitex Cup, der Moskauer Bürgermeisterpokal und der Ostrowski-Pokal, bei dem er als Titelverteidiger im Sechzehntelfinale seinem Nachfolger Oleksandr Palamar mit 3:5 unterlag. Im Weltcup erreichte er beim Turnier in Sudak im September 2012 erstmals das Viertelfinale und verlor gegen den späteren Turniersieger Armen Gabrieljan. Wenig später gewann er in Minsk seine erste WM-Medaille, als er in der Freien Pyramide bis ins Halbfinale kam und dort nur knapp gegen Andrei Freise (5:6) verlor. Nachdem er beim Kremlin Cup und beim Savvidi Cup frühe Niederlagen einstecken musste, erreichte er bei seiner ersten WM in der Dynamischen Pyramide das Achtelfinale, in dem er dem späteren Weltmeister Jaroslaw Tarnowezkyj mit 3:5 unterlag. Beim Finalturnier des ukrainischen Pokals schied er bereits im Achtelfinale aus.
In das Jahr 2013 startete Piwtschenko mit dritten Plätzen beim Kirow-Millionenturnier sowie im ukrainischen Pokal und beim Sagid-Murtasalijew-Pokal. Im April gelang ihm beim Sporthall Cup mit einem 10:1-Finalsieg gegen Juri Paschtschinski die Titelverteidigung. Wenige Tage später erreichte er das Finale des Robitex Cup und verlor mit 4:6 gegen Dmytro Biloserow. In den darauf folgenden Wochen gewann er den Wjatscheslaw-Schmigelsko-Pokal (7:3 gegen Wladyslaw Kossohow) sowie den Eisberg-Pokal in Schebekino (7:4 gegen Oleksandr Palamar) und erreichte die Runde der letzten 64 beim Moskauer Bürgermeisterpokal. Im Juli 2013 gelangte er bei der Dynamische-Pyramide-WM erneut ins Achtelfinale und unterlag dem späteren Weltmeister Sergei Tusow (4:6). In der Freien Pyramide verlor er nach einem Auftaktsieg gegen Jewgeni Nasarenko (7:0) in der zweiten Runde gegen Wiktor Loktew (2:7). Im Oktober erreichte er beim Bürgermeisterpokal in Wladiwostok das Halbfinale. Wenig später gelangte er beim Kremlin Cup erstmals ins Semifinale, in dem er sich jedoch dem späteren Turniersieger Wladislaw Osminin mit 0:5 geschlagen geben musste. Im Dezember gewann er die Prince Open im Endspiel gegen Jaroslaw Tarnowezkyj (7:4).
Nachdem er beim Kirow-Millionenturnier 2014 erneut Dritter geworden war, erreichte er beim Moskauer Bürgermeisterpokal, der in diesem Jahr Teil des Weltcups war, das Halbfinale, in dem er dem späteren Turniersieger Wladislaw Osminin mit 4:6 unterlag. Im Juli 2014 gelang ihm im Endspiel gegen Mark Pleschko (7:3) sein zweiter Sieg beim ukrainischen Pokal. Wenig später erreichte er bei der Europameisterschaft das Semifinale und unterlag knapp dem späteren Europameister Serghei Krîjanovski (5:6). Im August 2014 erreichte er bei seiner ersten Teilnahme an der Kombinierte-Pyramide-WM die Runde der letzten 32, in der er knapp gegen Jewhen Palamar verlor (5:6). In der Dynamischen Pyramide erreichte er 2014 erstmals das Viertelfinale und unterlag dem späteren Weltmeister Kanybek Sagynbajew (2:6). Kurz darauf gewann er im Finale gegen Wladyslaw Derewjanko (6:3) die Ajara Open und erreichte das Achtelfinale des Kremlin Cups. Bei der Freie-Pyramide-WM 2014 schied er in der Runde der letzten 32 gegen den späteren Weltmeister Serghei Krîjanovski aus (5:6). Ende des Jahres gelang ihm bei den Prince Open durch einen 7:3-Finalsieg gegen seinen Landsmann Artem Mojissejenko die Titelverteidigung.
Bei seiner insgesamt zehnten WM-Teilnahme musste Piwtschenko Anfang 2015 zum ersten Mal ein Vorrundenaus hinnehmen. Sein Auftaktspiel hatte er noch gegen Nurbek Eschbajew gewonnen, doch anschließend verlor er gegen Serghei Krîjanovski und Zuxriddin Hoshimov und verpasste somit erstmals die Finalrunde. Trotz des Fehlstarts verlief das Jahr 2015 für ihn sehr erfolgreich: Im Mai gewann er im Endspiel gegen Alexander Murawjow mit einem 7:1-Sieg den Moskauer Bürgermeisterpokal, im Juli gewann er durch einen 7:0-Finalsieg gegen Serghei Krîjanovski die Asian Open und im September feierte er beim Imperija-Pokal nach einem 7:5-Sieg gegen Oleksandr Palamar bereits den dritten Turniersieg des Jahres. Wenige Tage nachdem er bei der Dynamische-Pyramide-WM im Achtelfinale gegen Däuren Urynbajew ausgeschieden war (3:7), folgte im Oktober sein vierter Turniersieg binnen sechs Monaten, als er Oleksandr Palamar im Endspiel des Savvidi Cup mit 6:1 besiegte. Beim Kremlin Cup schied er hingegen erneut im Achtelfinale aus, diesmal gegen Serghei Krîjanovski. Im November zog er bei den Prince Open zum dritten Mal in Folge ins Endspiel ein, nach seinen Siegen in den beiden Jahren zuvor musste er sich nun jedoch dem Russen Nikita Liwada mit 4:7 geschlagen geben. Bei der Freie-Pyramide-WM kam Piwtschenko Ende des Jahres zum dritten Mal in Folge nicht über die Runde der letzten 32 hinaus, er verlor im Sechzehntelfinale gegen Arbi Muzijew (1:7).
Anfang 2016 belegte Piwtschenko beim Superfinale der Weltmeisterschaften, einem Einladungsturnier für die zehn besten Spieler der Weltmeisterschaften im Vorjahr, den dritten Platz. Im März wurde er im Finale gegen Wladyslaw Kossohow (6:5) erstmals ukrainischer Meister in der Kombinierten Pyramide. Wenig später schied er bei der Weltmeisterschaft in dieser Disziplin bereits nach einer 4:6-Auftaktniederlage gegen Oleg Jerkulew aus. Zum vierten Mal in Folge zog er 2016 bei den Prince Open ins Endspiel ein, diesmal verlor er knapp gegen Serghei Krîjanovski (5:6). Nach 2014 gewann er im Juni 2016 zum zweiten Mal die Ajara Open, im Finale setzte er sich mit 7:5 gegen Jauhen Kurta durch. Im selben Jahr erreichte er beim Savvidi Cup und beim Imperija-Pokal das Achtelfinale und beim Kremlin Cup das Sechzehntelfinale. Im Dezember 2016 zog er bei der Freie-Pyramide-WM erstmals ins Finale ein, in dem er sich jedoch dem Kasachen Älichan Qaranejew knapp mit 6:7 geschlagen geben musste.
Im März 2017 gewann Piwtschenko die Elite Profi Open in Winnyzja im Finale gegen Pawlo Radionow (5:3). Wenig später gewann er nach 2013 zum zweiten Mal den Schmigelsko-Pokal, bei dem er im Finale Wladyslaw Kossohow mit 5:2 besiegte. Bei der Kombinierte-Pyramide-WM schied er nach einem 6:3-Erstrundensieg gegen Akseli Matikkala im Sechzehntelfinale mit 3:6 gegen Ysat Ratbekow aus. Im Sommer 2017 erreichte er das Viertelfinale des Moskauer Bürgermeisterpokals, das Achtelfinale der Ajara Open und das Viertelfinale beim Kremlin Cup. Beim Savvidi Cup schied er hingegen bereits in der Runde der letzten 64 aus. Im selben Jahr gewann er die ersten beiden Turniere des UBA Cup 2017/18. Im Oktober 2017 wurde er durch einen 7:3-Finalsieg gegen Wolodymyr Perkun erstmals ukrainischer Meister in der Freien Pyramide.
Bei den Elite Profi Open 2018 kam es zu einer Neuauflage des Vorjahresfinales, in dem Pawlo Radionow mit einem 5:2-Sieg die Revanche gelang. Nachdem Piwtschenko beim Moskauer Bürgermeisterpokal bereits in der Runde der letzten 64 ausgeschieden war, wurde er beim Finalturnier des UBA Cup 2017/18 Dritter und erreichte bei den Telavi Open im georgischen Telawi das Viertelfinale, in dem er dem späteren Turniersieger Michail Zarjow knapp mit 5:6 unterlag. Im September 2018 gewann er nach 2015 zum zweiten Mal den Imperija-Pokal. Im Finale hatte er den amtierenden Weltmeister Iossif Abramow mit 5:3 besiegt. Wenig später schied er beim Savvidi Cup in der Runde der letzten 64 aus und gelangte im ukrainischen Pokal ins Endspiel, in dem er Andrij Kljestow mit 6:7 unterlag.
Im folgenden Jahr spielte Piwtschenko nur wenige überregionale Turniere. So gewann er Anfang 2019 durch einen 6:0-Finalsieg gegen Ihor Martyn den Buffalo Ungvar Cup in Uschhorod und schied beim Savvidi Cup 2019 in der Runde der letzten 64 aus. Daneben gewann er unter anderem vier Turniere einer regionalen Turnierserie in Lwiw. 2020 gelangte er bei drei überregionalen Turnieren ins Finale, verlor jedoch alle drei Endspiele; beim Wertikal-Pokal unterlag er Bohdan Rybalko (4:7), bei den Elite Profi Open verlor er gegen Andrij Kljestow (4:5) und bei den Kyiv Open musste er sich Pawlo Radionow mit 1:5 geschlagen geben. Am Jahresende gelangte er beim UBA-Superfinale 2020 ins Halbfinale und verlor dort gegen Andrij Kljestow.

## Erfolge
| Ergebnis | Jahr   | Turnier                                | Finalgegner          | Endstand |
| -------- | ------ | -------------------------------------- | -------------------- | -------- |
| Sieger   | 2010   | Europacupfinale                        | Kostjantyn Kulyk     | 7:4      |
| Finalist | 2011   | Longoni Russia Open                    | Wladislaw Osminin    | 4:7      |
| Sieger   | 2011   | Ostrowski-Pokal                        | Walerij Karakaj      | 6:2      |
| Sieger   | 2011   | Ukrainischer Unabhängigkeitspokal      | Jaroslaw Tarnowezkyj | 7:3      |
| Sieger   | 2011   | Offene FBSU-Meisterschaft              | Oleksandr Bojko      | 6:2      |
| Sieger   | 2011/F | Ukrainischer Pokal (Fr. Pyr.)          | Kostjantyn Kulyk     | 2:0      |
| Finalist | 2012/1 | Ukrainischer Pokal                     | Kostjantyn Kulyk     | 1:6      |
| Sieger   | 2012   | Kirow-Million                          | İslam Fərhadov       | 6:4      |
| Sieger   | 2012/2 | Ukrainischer Pokal                     | Jewhen Talow         | 5:0      |
| Sieger   | 2012   | Sporthall Cup                          | Jewgeni Nasarenko    | 10:7     |
| Sieger   | 2013   | Sporthall Cup                          | Juri Paschtschinski  | 10:1     |
| Finalist | 2013   | Robitex Cup                            | Dmytro Biloserow     | 4:6      |
| Sieger   | 2013   | Wjatscheslaw-Schmigelsko-Pokal         | Wladyslaw Kossohow   | 7:3      |
| Sieger   | 2013   | Eisberg-Pokal                          | Oleksandr Palamar    | 7:4      |
| Sieger   | 2013/2 | Prince Open                            | Jaroslaw Tarnowezkyj | 7:4      |
| Sieger   | 2014/2 | Ukrainischer Pokal (Fr. Pyr.)          | Mark Pleschko        | 7:3      |
| Sieger   | 2014   | Ajara Open                             | Wladyslaw Derewjanko | 6:3      |
| Sieger   | 2014   | Prince Open                            | Artem Mojissejenko   | 7:3      |
| Sieger   | 2015   | Moskauer Bürgermeisterpokal            | Alexander Murawjow   | 7:1      |
| Sieger   | 2015   | Asian Open                             | Serghei Krîjanovski  | 7:0      |
| Sieger   | 2015   | Imperija-Pokal                         | Oleksandr Palamar    | 7:5      |
| Sieger   | 2015   | Savvidi Cup                            | Oleksandr Palamar    | 6:1      |
| Finalist | 2015/F | Freie-Pyramide-Weltcup                 | Nikita Liwada        | 4:7      |
| Sieger   | 2016   | Ukrainische Meisterschaft (Komb. Pyr.) | Wladyslaw Kossohow   | 6:5      |
| Finalist | 2016/1 | Kombinierte-Pyramide-Weltcup           | Serghei Krîjanovski  | 5:6      |
| Sieger   | 2016   | Ajara Open                             | Jauhen Kurta         | 7:5      |
| Finalist | 2016   | Weltmeisterschaft (Fr. Pyr.)           | Älichan Qaranejew    | 6:7      |
| Sieger   | 2017   | Elite Profi Open                       | Pawlo Radionow       | 5:3      |
| Sieger   | 2017   | Wjatscheslaw-Schmigelsko-Pokal         | Wladyslaw Kossohow   | 5:2      |
| Sieger   | 2017/1 | UBA Cup                                | Artem Mojissejenko   | 7:4      |
| Sieger   | 2017/2 | UBA Cup                                | Wladyslaw Wolyk      | 6:0      |
| Sieger   | 2017   | Ukrainische Meisterschaft (Fr. Pyr.)   | Wolodymyr Perkun     | 7:3      |
| Finalist | 2018   | Elite Profi Open                       | Pawlo Radionow       | 2:5      |
| Sieger   | 2018   | Imperija-Pokal                         | Iossif Abramow       | 5:3      |
| Finalist | 2018   | Ukrainischer Pokal (Fr. Pyr.)          | Andrij Kljestow      | 6:7      |
| Sieger   | 2019   | Buffalo Ungvar Cup                     | Ihor Martyn          | 6:0      |
| Finalist | 2020   | Wertikal-Pokal                         | Bohdan Rybalko       | 4:7      |
| Finalist | 2020   | Elite Profi Open                       | Andrij Kljestow      | 4:5      |
| Finalist | 2020   | Kyiv Open                              | Pawlo Radionow       | 1:5      |

## Teilnahmen an Weltmeisterschaften
| Disziplin            | 2010  | 2011  | 2012 | 2013 | 2014 | 2015 | 2016 | 2017  | 2018  | 2019  | 2020  |
| -------------------- | ----- | ----- | ---- | ---- | ---- | ---- | ---- | ----- | ----- | ----- | ----- |
| Freie Pyramide       | V     | V     | H    | L64  | L32  | L32  | F    | n. a. | –     | –     | n. a. |
| Dynamische Pyramide  | n. a. | n. a. | A    | A    | V    | A    | –    | n. a. | –     | n. a. | n. a. |
| Kombinierte Pyramide | –     | –     | –    | –    | L32  | R    | L64  | L32   | n. a. | –     | n. a. |
| Quelle:              |       |       |      |      |      |      |      |       |       |       |       |

| Legende | Legende                               |
| ------- | ------------------------------------- |
| S       | Sieger                                |
| F       | Finalist                              |
| HF / H  | Halbfinalist                          |
| VF / V  | Viertelfinalist                       |
| AF / A  | Achtelfinalist                        |
| LX      | Niederlage in der Runde der letzten X |
| R2      | Niederlage in Runde 2                 |
| R       | Vorrundenaus/Niederlage in Runde 1    |
| –       | nicht teilgenommen                    |
| n. a.   | nicht ausgetragen                     |

## Privates
Piwtschenko ist mit der Billardspielerin Schanna Schmattschenko liiert, der Vizeweltmeisterin von 2007.
Er stammt aus Saporischschja und lebt inzwischen in Lwiw.